# 天主教法哈多-烏馬考教區
天主教法哈多-烏馬考教區（拉丁語：Dioecesis Faiardensis-Humacaensis）是波多黎各一個羅馬天主教教區，屬波多黎各的聖胡安總教區。
教區於2008年3月11日成立，位於波多黎各東北部，2012年時有100,164名教友（佔轄區總人口33.9%）、21個堂區和19名司鐸。現任教區主教為類斯·米蘭達-里貝拉。